# Joseph Steingrübel
Joseph Steingrübel (* 10. Februar 1804 in Augsburg; † 19. Oktober 1838 ebenda) war ein deutscher Maler, Grafiker und Lithograf.

## Leben
Joseph Steingrübel war Schüler seines Vaters, des Augsburger Buchmalers, Kupferstechers und Kunstverlegers Johann Simpert Steingrübel. Seine Mutter erlag einem Lungenleiden als sich Joseph Steingrübel und seine jüngere Schwester noch im Kindesalter befanden.

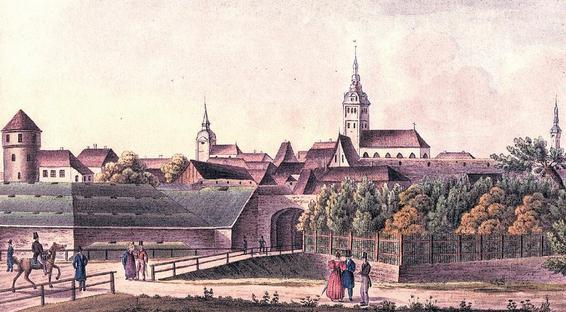
Ansicht von Tallinn: Stadtmauer (linnamüür) mit Harju Tor (Harju värav), Lithographie, 1835

Der Vater ermöglichte dem Jungen den Besuch der Städtischen Kunstanstalt. Sein dortiger Referent erkannte ebenfalls das Talent seines Schülers und behielt zwei seiner Gemälde für sich, eines davon mit einer Ansicht von Schloss Affing. Er empfahl den jungen Steingrübel der Gattin von Karl Ernst von Gravenreuth, Besitzer des Schlosses. Die Gräfin von Gravenreuth ließ von Joseph Steingrübel gegen Bezahlung mehrere Landschaftsgemälde  anfertigen und ermöglichte ihm, unterstützt auch durch die Empfehlung weiterer Gönner, ab 1826 ein Studium mit Schwerpunkt Landschaftsmalerei an der kgl. Akademie der Bildenden Künste München. Seine Landschaftsgemälde in Öl- und Aquarelltechnik fanden Anklang beim Kunstverein München und wurden von diesem zu Verlosungszwecken angekauft. Es folgten Studienreisen in die Schweiz, nach Tirol und nach Italien, wo er sich von 1834 bis 1837 bevorzugt in Rom, Venedig, Florenz und Verona malerisch fortbildete. Regelmäßig stellte er über den Kunstverein Augsburg aus und verkaufte in diesem Rahmen seine Werke.
Georg Kaspar Nagler stufte Steingrübels lithographische Arbeiten in seinem Künstlerlexikon als „den besten Erzeugnissen der Lithographie um 1830“ zugehörig ein. Der Münchner Priester und Kunstschriftsteller Balthasar Speth ließ von ihm mehrere in seiner Galerie befindliche Werke anderer Künstler reproduzieren. Werke Steingrübels erwarben beispielsweise Alfred von Lotzbeck und Joseph Maillinger für ihre Sammlungen, andere befinden sich in Museen, beispielsweise im Thorvaldsen-Museum.
In Folge eines fünfzehnmonatigen Tuberkuloseleidens starb Steingrübel im jungen Alter in seiner Geburtsstadt Augsburg. Seine Schwester, der er die Malerei und das Zeichnen beigebracht hatte, wurde Zeichenlehrerin am Institut der Englischen Fräulein in Passau. Sein Vater starb am 28. Juni 1858 im Alter von 85 Jahren.
Posthum wurden vom kgl. Kreis- und Stadtgericht noch einige Werke aus dem Nachlass Joseph Steingrübels zur Versteigerung im Weberhaus am 16. Mai 1839 aufgeboten.